# Inter de San Carlos
El Inter de San Carlos es un equipo de fútbol de Costa Rica, ubicado en Pital, Alajuela que juega en la Segunda División de Costa Rica.

## Historia
El equipo se fundó en el 2016, bajo el nombre de Nativet Fútbol Club, disputando torneos regionales, a inicios del 2021, el club cambió de nombre a Nativet San Carlos Fútbol Club, y para inicios del 2022, el equipo cambió su nombre a San Carlos Fútbol Club, bajo este nuevo nombre, el equipo sancarleño inició desde LINAFA compitiendo en la temporada 2021-2022, logrando su clasificación a la final en el Torneo Apertura 2023 contra el C. D. Pavas, serie que fue resultado del subcampeón del campeonato tras perder en el marcador global 0-2 ante C. D. Pavas.
El 9 de diciembre de 2023, San Carlos Fútbol Club adquirió la franquicia de Marineros de Puntarenas, obteniendo su permanencia en la Segunda División de Costa Rica, aun así manteniendo el nombre de Marineros de Puntarenas, la cual debutó en el Torneo Clausura 2024. El 12 de enero de 2024, San Carlos F. C. debutó en la primera fecha de la competición contra A. D. COFUTPA, el encuentro finalizó con una victoria abultada de 0-6, por las anotaciones de Andrés Porras, Darryn Rojas, Jonathan Candenado, Armando Rodríguez, Anthon Mclean y Juan Vicente Solís.
Para la Temporada 2024-2025 deciden cambiar su nombre por Inter San Carlos, así como sus colores y logo.

### Clausura 2025
En el Clausura 2025, el equipo del Inter San Carlos logra terminar como líder de su Grupo y también como líder General (Apertura y Clausura), en el Grupo A termina con 37 puntos en 16 fechas, terminando con 71 pts en la tabla acumulada. 
Esto hace que pueda cerrar todas las llaves de la fase final en casa. En los 4tos de Final se mide al campeón de Apertura, Guadalupe F.C., donde tras caer en el juego de ida 2 a 1, en la vuelta jugada en el Estadio de Pital, se repone y termina goleando a los guadalupanos por 4 a 0 y avanzar a las semifinales, donde enfrenta a Escorpiones de Belén, en el primer juego empatan sin goles y en la vuelta un solitario gol de Carlos Villegas, le da el triunfo a los san carleños para avanzar a la Final de Clausura. Disputará ahora la Final de Clausura ante el equipo de Fútbol Consultants.

## Datos del club

### Segunda División
- Primer partido: 12 de enero de 2024, vs A. D. COFUTPA.[6]
- Primera victoria: 12 de enero de 2024, 0-6 vs A. D. COFUTPA.[6]
- Primera victoria como local: 29 de enero de 2024, 1-0 vs PFA Antioquia.[7]
- Primera victoria como visitante: 12 de enero de 2024, 0-6 vs A. D. COFUTPA.[6]
- Primera derrota: 21 de enero de 2024, 3-2 vs Quepos Cambute F. C..[8]
- Primera derrota como local: 25 de agosto de 2024, 1-3 vs A.D. Carmelita
- Primera derrota como visitante: 21 de enero de 2024, 3-2 vs Quepos Cambute F. C..[8]
- Primer gol: 12 de enero de 2024,  Andrés Porras vs A. D. COFUTPA.[9]
- Mayor goleada a favor: 12 de enero de 2024 (0-6 vs A. D. COFUTPA).[6]

## Palmarés

### Títulos nacionales
| Competiciones nacionales             | Títulos | Subcampeonatos |
| ------------------------------------ | ------- | -------------- |
| Segunda División de Costa Rica (0/1) |         | Clausura 2025  |

## Entrenadores
Se muestra un listado de directores técnicos que han dirigido al equipo.
- Leonardo Moreira (2021-2022)[10]
- Robert Arias (2022-2023)[11]
- Leonardo Moreira (2023)[12]
- Robert Arias (2023)[13]
- Douglas Sequeira (2024-2025)[14]
- Alexánder Vargas (2025-actual)[15]

## Palmarés

### Títulos nacionales
| Competiciones nacionales             | Títulos | Subcampeonatos |
| ------------------------------------ | ------- | -------------- |
| Tercera División de Costa Rica (0/1) |         | AP-2023        |